# Chelsea Smile
"Chelsea Smile" é uma canção da banda britânica de rock Bring Me the Horizon. Produzida por Fredrik Nordström e Henrik Udd, foi apresentado no segundo álbum de estúdio da banda, Suicide Season (2008). Também foi lançada como o segundo videoclipe do álbum em 19 de janeiro de 2009. Travie McCoy e KC Blitz produziram remixes da faixa para a reedição da edição especial do álbum, Suicide Season Cut Up!, lançado em 2009.

## Visão geral
"Chelsea Smile" foi identificada como evidência do desenvolvimento musical de Bring Me the Horizon em Suicide Season; O escritor de Exclaim! Dave Synyard elogiou-a, ao lado de "It Was Written in Blood", por apresentar "ritmos mais cativantes, vocais guturais reduzidos e composições mais estruturadas, em vez de reverter para um ataque técnico de riffs de guitarra". Questionado sobre essa mudança de abordagem em relação às duas músicas, o vocalista Oliver Sykes explicou que "acho bom quando uma banda pode ser bem pesada e ainda ter refrões e riffs cativantes sem que seja cafona e típica", acrescentando que o grupo estava "tentando fazer a música mais pesada e cativante possível".
Para a edição especial reeditada Cut Up! de Suicide Season de 2009, remixes de "Chelsea Smile" foram produzidos por Jamie Kossoff e Jon Courtney sob o apelido de KC Blitz, bem como o vocalista do Gym Class Heroes, Travie McCoy. De acordo com o site de agregação de setlist setlist.fm, "Chelsea Smile" é a música tocada com mais frequência nos shows de Bring Me the Horizon. Foi incluída no setlist de vários shows especiais, incluindo as apresentações da banda na Wembley Arena em 2014 (documentado no álbum ao vivo Live at Wembley), Reading and Leeds Festivals  e em Alexandra Palace como parte da turnê That's the Spirit em 2015.

## Videoclipe
O videoclipe de "Chelsea Smile" foi dirigido por Adam Powell, que também trabalhou no videoclipe de outra de Suicide Season, "The Comedown". Foi filmado e lançado no início de janeiro de 2009, juntamente com uma série de quatro vídeos making-of que eram carregados periodicamente na página da banda no Myspace. O vídeo apresenta uma breve aparição dos membros da banda punk hardcore canadense Cancer Bats, que são mostrados jogando pôquer durante a cena de abertura. A revista Kerrang! o incluiu em 9º lugar em sua lista dos melhores videoclipes da banda em abril de 2015, elogiando sua vibração de festa de alta energia. O vídeo foi posteriormente incluído na edição especial reeditada de Suicide Season, Cut Up!.

## Recepção
Tom Forget do AllMusic elogiou "Chelsea Smile" como um destaque de Suicide Season, descrevendo-o como "Intricadamente construído e revigorantemente imprevisível". Dan Slessor, da Alternative Press, considerou-a a melhor música de Bring Me the Horizon, elogiando sua "trepidação blindada, energia perturbada, colapso titânico e ganchos insidiosamente cativantes". Sarai C. da Loudwire classificou-a em segundo lugar em sua lista de melhores canções da banda, destacando sua importância para o desenvolvimento do som do grupo e do gênero metalcore em geral, afastando-o de suas raízes deathcore. O escritor do Metal Hammer Luke Morton, classificou-a como a sexta melhor música da banda, descrevendo-a como "uma das canções mais desagradáveis a ser chamada de cativante" e elogiando seus "colapsos brutalizantes" e "gritos primitivos". Em 2019, a Billboard classificou a música em sétimo lugar em sua lista das 10 melhores faixas de Bring Me the Horizon, e em 2022, a Kerrang! classificou-a em quarto lugar em sua lista das 20 melhores canções de Bring Me the Horizon.

## Créditos
Créditos adaptados do Tidal.
Bring Me The Horizon
- Oliver Sykes – vocais principais, teclados, programação
- Lee Malia – guitarra solo
- Curtis Ward - guitarra base
- Matt Kean – baixo
- Matt Nicholls – bateria

Músicos adicionais
- Fredrik Nordström – produção, mixagem
- Henrik Udd – produção, mixagem
- Peter In De Betou – masterização